# Gute Nacht (Album)
Gute Nacht ist das sechste Soloalbum des deutschen Rappers Kontra K. Es erschien am 28. April 2017 über das Musiklabel BMG Rights Management.

## Hintergrund
Am 16. Februar 2017 gab Kontra K bekannt, dass sein neues Album Gute Nacht am 28. April 2017 erscheinen soll. Das Album umfasst 18 Lieder, in der Deluxe-Version sind zusätzlich die jeweiligen Instrumental-Versionen, elf weitere Lieder sowie Poster, Aufkleber, Socken und ein Täschchen enthalten.

## Titelliste

### Standard-Version
| #  | Titel                                   | Länge |
| -- | --------------------------------------- | ----- |
| 1  | Ratten                                  | 4:16  |
| 2  | Diamanten                               | 3:27  |
| 3  | Mehr als ein Job                        | 3:10  |
| 4  | Hände weg (feat. Rico)                  | 4:21  |
| 5  | 2 Seelen                                | 3:36  |
| 6  | Power                                   | 3:24  |
| 7  | Plem Plem (feat. Bonez MC & RAF Camora) | 4:30  |
| 8  | Einfach                                 | 3:24  |
| 9  | Gute Nacht                              | 3:47  |
| 10 | Mosaik (feat. Rico)                     | 3:13  |
| 11 | Wie du                                  | 4:08  |
| 12 | Gift (feat. BTNG & AK Ausserkontrolle)  | 3:54  |
| 13 | Instinkt                                | 3:25  |
| 14 | Jedes Mal (feat. Fatal & Skepsis)       | 4:00  |
| 15 | Kreis (feat. Bausa)                     | 4:05  |
| 16 | Lass mal                                | 3:15  |
| 17 | Glücklichen                             | 3:29  |
| 18 | Lass mich los                           | 5:37  |

### Deluxe-Version
Zusätzlich zur Standard-Version sind auf der Deluxe-Version folgenden Titel enthalten:
| #  | Titel                                       | Länge |
| -- | ------------------------------------------- | ----- |
| 19 | Ratten (Instrumental)                       | 4:16  |
| 20 | Diamanten (Instrumental)                    | 3:25  |
| 21 | Mehr als ein Job (Instrumental)             | 3:05  |
| 22 | Hände weg (Instrumental)                    | 4:21  |
| 23 | 2 Seelen (Instrumental)                     | 3:36  |
| 24 | Power (Instrumental)                        | 3:21  |
| 25 | Plem Plem (Instrumental)                    | 4:30  |
| 26 | Einfach (Instrumental)                      | 3:24  |
| 27 | Gute Nacht (Instrumental)                   | 3:47  |
| 28 | Mosaik (Instrumental)                       | 3:13  |
| 29 | Wie du (Instrumental)                       | 4:08  |
| 30 | Gift (Instrumental)                         | 3:54  |
| 31 | Instinkt (Instrumental)                     | 3:25  |
| 32 | Jedes Mal (Instrumental)                    | 4:00  |
| 33 | Kreis (Instrumental)                        | 4:05  |
| 34 | Lass mal (Instrumental)                     | 3:16  |
| 35 | Glücklichen (Instrumental)                  | 3:29  |
| 36 | Lass mich los (Instrumental)                | 5:37  |
| 37 | Chameleon (feat. BTNG)                      | 2:04  |
| 38 | Scherbenpuzzle (feat. BTNG)                 | 3:15  |
| 39 | In meinen Schuhen                           | 2:32  |
| 40 | Nie wie wir                                 | 3:30  |
| 41 | Schlaf (feat. BTNG & Bonez MC)              | 3:33  |
| 42 | Immernoch hier                              | 4:31  |
| 43 | Keine echte Liebe                           | 3:27  |
| 44 | Küss nicht meine Augen                      | 3:18  |
| 45 | Tausende Fragen                             | 2:57  |
| 46 | Ich wollte nie so sein (feat. Undacover)    | 2:45  |
| 47 | Bitte weine nicht um mich (feat. Skinny Al) | 4:17  |

## Rezeption
Daniel Fersch meint auf MZEE, dass die „Musik auf ‚Gute Nacht‘ facettenreich“ sei und das Klangbild sei „in sich stimmig und zeichnet so das Bild eines Künstlers, der enorm viele Talente und Eigenschaften vereint.“
Michael Rubach von Plattentests.de vergab fünf von zehn möglichen Punkten und vergleicht in seiner Rezension Kontra K mit Kollegah: „Zwar tänzelt Kontra K musikalisch in einer vollkommen andere Ecke des Hiphop-Gyms, aber er teilt ähnlich ausrechenbar aus. Fürs Boxen wenig vorteilhaft. Fürs Business schon okay. Noch so ein Widerspruch“.
Für Celine Schäfer von rap.de „wagt sich Kontra K sowohl textlich, als auch soundtechnisch in relative neue Gefilde“, zudem lobt sie das Album, da der Rapper „es schafft, unterschiedlichste Genreeinflüsse unter einen Hut zu bekommen“.